# Trest smrti v Afghánistánu
Trest smrti v Afghánistánu je legální forma trestu. Obvyklým způsobem popravy bylo oběšení nebo zastřelení popravčí četou. Zejména během pozdních 90. let 20. století se někdy používalo i kamenování, amputace a bičování. Během celých afghánských dějin se v zemi opakovaně praktikovaly veřejné popravy. S návratem Tálibánu k moci v srpnu 2021 se vrátila i tato praxe. První taková poprava se konala v prosinci 2022, kdy byl jeden muž usvědčený z vraždy veřejně popraven na zaplněném sportovním stadionu v provincii Faráh. Dne 22. února 2024 byli popraveni dva muži za vraždu na stadionu ve městě Ghazní. Zastřeleni byli příbuznými svých obětí.